# (5771) Somerville
(5771) Somerville ist ein Asteroid des Hauptgürtels, der am 21. September 1987 vom US-amerikanischen Astronomen Edward L. G. Bowell an der Anderson Mesa Station (IAU-Code 688) des Lowell-Observatoriums  bei Flagstaff in Arizona entdeckt wurde.
Der Himmelskörper wurde nach der schottischen Astronomin und Mathematikerin Mary Somerville (1780–1872) benannt, die eine der berühmtesten Autodidaktinnen ihrer Zeit war und 1835 zusammen mit Caroline Herschel als die ersten beiden Frauen in die Royal Astronomical Society aufgenommen wurde.